# Magnagrecia
Magnagrecia è un album discografico del gruppo musicale italiano Il Parto delle Nuvole Pesanti, pubblicato nel 2010.

## Tracce
1. Magnagrecia
2. Giorgio
3. Uomini viaggianti
4. Philippe petit
5. Il sacro osso
6. Car Wash
7. Melissa
8. Vite senza vita
9. Tarantella siriana
10. Non dire niente
11. Pentedattilo
12. Tutto a un tratto
13. Giorgio versione remix (Bonus track)